# 旭日村
旭日村（あさひむら）は、大分県東国東郡にあった村。現在の国東市の一部にあたる。

## 地理
国東半島の東部、治郎丸川・重綱川流域に位置していた。
- 海洋：伊予灘

## 歴史
- 1889年（明治22年）4月1日、町村制の施行により、東国東郡治郎丸村、綱井村、重藤村、池ノ内村が合併して村制施行し、旭日村が発足[1][2]。旧村名を継承した治郎丸、綱井、重藤、池ノ内の4大字を編成[2]。
- 1954年（昭和29年）3月31日、旭日村を二分割し、大字治郎丸・綱井・重藤は東国東郡国東町、富来町、来浦町、豊崎村、上国崎村と合併し国東町が存続[1][2]。大字池ノ内は東国東郡武蔵町、中武蔵村と合併し武蔵町が存続して廃止された[1][2]。

## 産業
- 農業[2]